# Berni (mascotte)
Berni is de mascotte van het Europees kampioenschap voetbal 1988, dat werd gehouden in Duitsland.

## Uiterlijk
Berni is een grijs konijn en draagt een tenue in de kleuren van de Duitse vlag. Om zijn hoofd en polsen draagt hij zweetbanden. Hij wordt veelal voetballend afgebeeld. Op het volgende Europees kampioenschap, in 1992 in Zweden, werd Berni opgevolgd door Rabbit. Berni is ook de naam van de mascotte van FC Bayern München, alleen is deze mascotte een beer in plaats van een konijn.
1980: Pinocchio ·
1984: Peno ·
1988: Berni ·
1992: Rabbit ·
1996: Goliath ·
2000: Benelucky ·
2004: Kinas ·
2008: Trix en Flix ·
2012: Slavek en Slavko ·
2016: Super Victor ·
2020: Skillzy ·
2024: Albärt